# Calliopius behringi
Calliopius behringi är en kräftdjursart som beskrevs av Gurjanova 1951. Calliopius behringi ingår i släktet Calliopius och familjen Calliopiidae. Inga underarter finns listade i Catalogue of Life.